# Christiane Eisenberg
Christiane Eisenberg (* 28. August 1956 in Bielefeld) ist eine Historikerin und Professorin im Ruhestand für Britische Geschichte am Großbritannien-Zentrum der Humboldt-Universität zu Berlin. Bekannt wurde sie unter anderem mit ihren Arbeiten und Büchern zur Geschichte des Fußballs.

## Studium und Karriere
Von 1975 bis 1981 absolvierte sie ein Studium der Geschichts- und Sozialwissenschaften an der Universität Bielefeld und arbeitete danach bis 1985 als Wissenschaftliche Mitarbeiterin an der dortigen Fakultät für Geschichtswissenschaft. Nach ihrer Promotion 1985/86 wechselte sie an das Zentrum für interdisziplinäre Forschung der Universität Bielefeld.
1987 bis 1988 arbeitete sie als Fellow am Institute for Advanced Study in Princeton (New Jersey), um danach eine Stelle als Hochschulassistentin an der Universität Hamburg anzutreten. Nach einer Unterbrechung der Assistentur zur Wahrnehmung eines DFG-Habilitationsstipendiums in den Jahren 1993–1995 erfolgte 1996 die Habilitation am Historischen Seminar der Universität Hamburg. Danach arbeitete sie als Gastwissenschaftlerin in mehreren Forschungszusammenhängen und übernahm schließlich im Oktober 1998 eine Professur für Britische Geschichte am Großbritannien-Zentrum der Humboldt-Universität. In diesem Institut hatte sie alternierend das Amt der Direktorin bzw. Stellvertretenden Direktorin inne (Rotationsverfahren).

## Forschungsinteressen
Christiane Eisenbergs Forschungen behandeln Fragen der deutschen und britischen Sozial-, Wirtschafts- und Kulturgeschichte sowie methodische Probleme. Sie arbeitet international vergleichend und hat Kulturtransfers untersucht. Zu ihren Themenschwerpunkten gehören die Geschichte der Arbeitsbeziehungen, des modernen Sports (insbesondere des Fußballs) und der Marktgesellschaft als eines Strukturprinzips moderner Gesellschaften.
In ihrer Jugend war sie selbst Leistungsschwimmerin.
Sie behandelte vor allem den englischen Sport seit der Mitte des 19. Jahrhunderts. Zur Geschichte des Fußballs hat sie mehrere Bücher verfasst und herausgegeben, unter anderem Fußball, soccer, calcio. Ein englischer Sport auf seinem Weg um die Welt (1997), FIFA 1904–2004. 100 Jahre Weltfußball (2004, gemeinsam mit Pierre Lanfranchi, Tony Mason und Alfred Wahl) sowie Special issue: Football history (2006, mit Pierre Lanfranchi).

## Schriften (Auswahl)
- Englands Weg in die Marktgesellschaft. Vandenhoeck & Ruprecht, Göttingen 2009 (= Kritische Studien zur Geschichtswissenschaft, Bd. 187), ISBN 978-3-525-37008-7.
- FIFA 1904–2004. 100 Jahre Weltfußball. Die Werkstatt, Göttingen 2004, ISBN 3-89533-442-1.
- „English sports“ und deutsche Bürger. Eine Gesellschaftsgeschichte 1800–1939. Schöningh, Paderborn 1999, ISBN 3-506-72220-4.
- Fußball, soccer, calcio. Ein englischer Sport auf seinem Weg um die Welt. dtv, München 1997, ISBN 3-423-04709-7.
- Deutsche und englische Gewerkschaften. Entstehung und frühe Entwicklung bis 1878 im Vergleich, Vandenhoeck & Ruprecht, Göttingen 1986 (= Kritische Studien zur Geschichtswissenschaft, Bd. 72), ISBN 978-3-647-35733-1.
- Frühe Arbeiterbewegung und Genossenschaften. Theorie und Praxis der Produktivgenossenschaften in der deutschen Sozialdemokratie und den Gewerkschaften der 1860er/1870er Jahre, Neue Gesellschaft, Bonn 1985, ISBN 3-87831-402-7.